# 3081 Martinůboh
3081 Martinůboh è un asteroide della fascia principale interna. Scoperto nel 1971, presenta un'orbita caratterizzata da un semiasse maggiore pari a 2,4104028 UA e da un'eccentricità di 0,1834860, inclinata di 5,28776° rispetto all'eclittica.
Dal 1º giugno 1996, quando 2472 Bradman ricevette la denominazione ufficiale, all'11 aprile 1998 è stato l'asteroide non denominato con il più basso numero ordinale. Dopo la sua denominazione, il primato è passato a (3109) 1974 DC.
L'asteroide è dedicato al compositore ceco Bohuslav Martinů.